# FC Hansa Rostock
FC Hansa Rostock är en tysk fotbollsklubb från Rostock, Mecklenburg-Vorpommern, som spelar i 3. Liga. Hemmamatcherna spelas på Osteestadion som har en publikkapacitet på 29 000 åskådare. Hansa har varit en av de mest framgångsrika klubbarna från det forna Östtyskland efter den tyska återföreningen och har gjort flera säsonger i den tyska högstaligan. Med sina 21 416 klubbmedlemmar är klubben en av de största idrottsklubbarna i Tyskland.
Efter att ha varit i Bundesliga i tio år, från 1995 till 2005, drabbades Rostock av en stadig nedgång. 2012 degraderades klubben till 3. Liga för andra gången och lyckades bara återta sin plats i 2. Bundesliga 2021.

## Historia

### Tvångsförflyttningen
Klubben kommer ursprungligen från sydöstra Tyskland och hade namnet BSG Empor Lauter men tvångsförflyttades till Rostock av DDR-regimen på 1950-talet och fortsatte som SC Empor Rostock. Östtysk fotboll omorganiserades under vintern 1965-1966, när ett antal utvalda fotbollssektioner separerades från sina sportklubbar för att bilda rena fotbollsklubbar. Fotbollssektionen i SC Empor Rostock separerades nu från sportklubben och bildade fotbollsklubben FC Hansa Rostock. Klubben spelade under DDR-tiden i högstaligan. Den största stjärnan var anfallaren Joachim Streich, som spelade för klubben fram till 1969.

### Hansa i Bundesliga
Hansa lyckades över förväntan i det så viktiga skedet 1990-1991 då det handlade om kvalificering till Bundesliga. Hansa blev övergångsmästare och tog sig till Bundesliga. Man åkte ur men gjorde en comeback 1995. Rostock har varit en av ytterst få klubbar som klarat sig kvar i Bundesliga och man har ibland varit det enda "DDR-laget" i Bundesliga. Men 2005 var det slut för den här gången - Rostock degraderades. Efter att ha spelat i 2. Bundesliga i två säsonger var Hansa år 2007 återigen uppe i Bundesliga 1 men degraderades efter bara ett år igen.

### Svenskklubben Hansa
Hansa har ofta köpt svenska spelare till laget och några av dem har tillhört lagets stöttepelare. Peter Wibrån är en given favorit i fansen även efter att han flyttad hem till Sverige och Hansa-fans har besökt honom i hans nuvarande klubb Östers IF. Marcus Lantz var en hårdför mittfältare som också var populär men som valde att lämna 2005. Anfallarna Rade Prica och Magnus Arvidsson har gjort ett och annat mål för Hansa. Skälet till att klubben köpt svenska spelare är enkel: Svenska spelare är jämförelsevis billiga (Hansa har inte alls samma ekonomi som andra Bundesliga-klubbar) och det geografiska läget där flera av spelarna kommer från eller har anknytning till Skåne. 
I januari 2012 stod det klart att Hansa fortsätter sin tradition med svenska värvningar, när förre Österspelaren Freddy Borg skrev på för klubben. Idag spelar både Svante Ingelsson och Nils Fröling för klubben, båda från Kalmar Ff.

## Meriter
- Bundesligalag 1991-1992, 1995-2005, 2007-2008
- NOFV-mästare: 1991
- NOFV-pokalmästare: 1991

## Supportrar
En studie publicerad 2007 av Sportfive rapporterade att Hansas supporterskara var den sjunde största i Tyskland, med upp till två miljoner supportrar. Enligt en annan studie publicerad 2008 av Allensbach Institute, är Hansa den populäraste tyska fotbollsklubben i de så kallade "nya delstaterna" och den mest populära klubben i det forna DDR i det återförenade Tyskland. Hansa Rostocks officiella sång är "FC Hansa, wir lieben Dich total" (svenska: " FC Hansa, vi älskar dig så mycket"), inspelad 1995 av det östtyska bandet Puhdys. Hansa kämpar med huliganism och uppskattar att upp till 500 supportrar sysslar med fotbollsvåld. Klubben själv och vissa fansföreningar är angelägna om att begränsa dessa på flera sätt. 

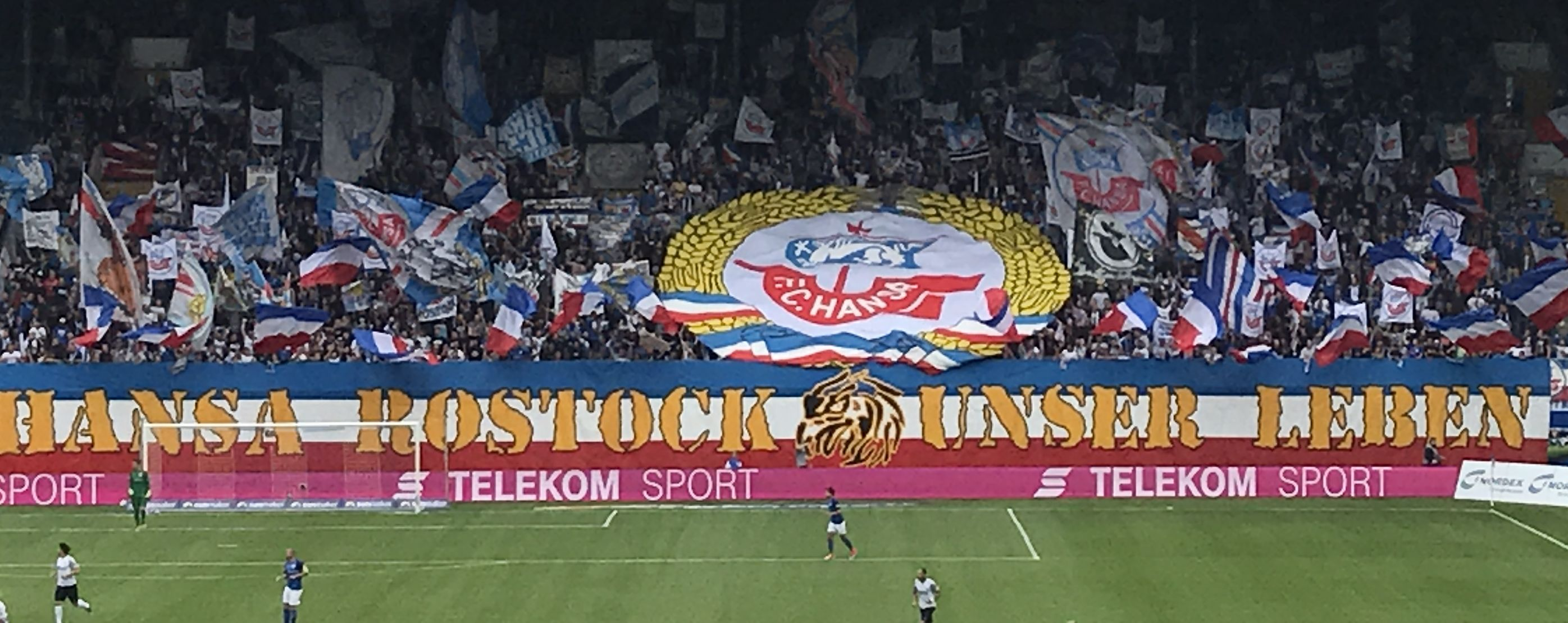
Hansa supportrar 2015.

## Tränare
Tränare sedan lagets entré i Bundesliga.
- Uwe Reinders
- Erich Rutemöller
- Horst Hrubesch
- Jürgen Heinsch
- Frank Pagelsdorf
- Ewald Lienen
- Andreas Zachhuber
- Friedhelm Funkel
- Armin Veh
- Juri Schlünz
- Jörg Berger
- Frank Pagelsdorf igen
- Dieter Eilts
- Andreas Zachhuber igen
- Thomas Finck
- Marco Kostmann
- Peter Vollmann

## Kända spelare
| - Jonathan Akpoborie (1995-1997) - Sergej Barbarez (1996-1998) - Stefan Beinlich (1994-1997, 2006-2008) - Perry Bräutigam (1995-2002) - Olaf Bodden (1991-1995) - Jens Dowe (1991-1994, 1997-1999) - Martin Groth (1995-1998) - Jürgen Heinsch (1959-1971) | - Reiner Jarohs (1975-1990) - Gerd Kische (1970-1980) - Timo Lange (1992-2004) - Jari Litmanen (2005) - Heiko März (1977-1998) - Slawomir Majak (1997-2001) - Martin Max (2003-2004) - Oliver Neuville (1997-1999) | - Herbert Pankau (1960-1971) - Martin Pieckenhagen (1996-2001) - Marko Rehmer (1996-1999) - Mathias Schober (2001-2007) - Juri Schlünz (1980-1994) - Joachim Streich (1969-1975) - Hilmar Weilandt (1986-2002) - Kurt Zapf (1954-1967) |

## Svenska spelare
- Peter Wibrån 1998-2003
- Marcus Lantz 1999-2005
- Magnus Arvidsson 1999-2006
- Andreas Jakobsson 2000-2003
- Joakim Persson 2002-2005
- Rade Prica 2002-2006
- Marcus Allbäck 2004-2005
- Andreas Dahlén 2010
- Freddy Borg 2011-2012
- Christer Youssef 2016-

## Övrigt
Magnus Arvidsson har gjort flest mål för Rostock i Bundesliga - 27 fullträffar.